# Stylidium osculum
Stylidium osculum är en tvåhjärtbladig växtart som beskrevs av Anthony R. Bean. Stylidium osculum ingår i släktet Stylidium och familjen Stylidiaceae. Inga underarter finns listade i Catalogue of Life.